# Sumerian Cry
Sumerian Cry – album szwedzkiej grupy muzycznej Tiamat, wydany został 7 czerwca 1990 roku nakładem CMFT Productions. Nagrania zostały zarejestrowane w Sunlight Studio w Szwecji w październiku 1989 roku.

## Lista utworów
Opracowano na podstawie materiału źródłowego.
1. Sumerian Cry, Pt. 1 (muz. Edlund, Lagergren, Thullberg, Holmberg) - 0:57
2. In the Shrines of the Kingly Dead (sł. Lagergren, muz. Edlund, Lagergren, Thullberg, Holmberg) – 4:09
3. The Malicious Paradise (sł. Edlund, muz. Edlund, Lagergren, Thullberg, Holmberg) – 4:28
4. Necrophagious Shadows (sł. Lagergren, muz. Edlund, Lagergren, Thullberg, Holmberg) – 4:35
5. Apothesis of Morbidity (sł. Lagergren, muz. Edlund, Lagergren, Thullberg, Holmberg) – 6:05
6. Nocturnal Funeral (sł. Lagergren, muz. Edlund, Lagergren, Thullberg, Holmberg) – 4:05
7. Altar Flame (sł. Lagergren, muz. Edlund, Lagergren, Thullberg, Holmberg) – 4:30
8. Evilized (sł. Lagergren, muz. Edlund, Lagergren, Thullberg, Holmberg) – 5:00
9. Where the Serpents Ever Dwell/Outro: Sumerian Cry, Pt. 2 (sł. Edlund, muz. Edlund, Lagergren, Thullberg, Holmberg) – 6:08
10. The Sign of the Pentagram (sł. Edlund, muz. Edlund, Lagergren, Thullberg, Holmberg) – 3:54

## Wydania
| Rok  | Nr katalogowy | Format        | Wytwórnia płytowa    | Region          | Źródło |
| ---- | ------------- | ------------- | -------------------- | --------------- | ------ |
| 1990 | CORE 9 CD     | CD, Album     | Metalcore            | Wielka Brytania | [ 3 ]  |
| 1990 | CMFT 6        | LP            | C.M.F.T. Productions | Wielka Brytania | [ 3 ]  |
| 1990 | CORE 9        | LP            | Metalcore            | Wielka Brytania | [ 3 ]  |
| 2005 | BLACK098CD    | CD, Album, RE | Blackend             | Wielka Brytania | [ 3 ]  |